# Anacepon sibogae
Anacepon sibogae är en kräftdjursart som beskrevs av Hugo Frederik Nierstrasz och Brender a Brandis 1931. Anacepon sibogae ingår i släktet Anacepon och familjen Bopyridae. Inga underarter finns listade i Catalogue of Life.